# Narcine timlei
Raie électrique à points noirs
Espèce
Répartition géographique
Statut de conservation UICN

DD : Données insuffisantes
La Raie électrique à points noirs, Narcine timlei, fait partie de la famille des Narcinidae. Elle fut découverte en 1801 par Bloch et Schneider et est la plus petite espèce du genre Narcine découverte à ce jour. Cette caractéristique la différencie sensiblement des autres espèces. En effet, un individu adulte mesure 24 cm de long en moyenne mais les plus grands individus peuvent atteindre jusqu’à 40 cm. L’espèce possède plusieurs noms comme : Narcine indica ou Narcine brunnea,.
Cette espèce benthique vit dans l’océan Indien du Pakistan au Sud de la Chine. Elle fréquente les zones côtières en eaux peu profondes. Le manque de données concernant cette espèce n’a pas permis de lui attribuer un statut UICN. Elle est donc classée depuis 2007 dans la catégorie « Données manquantes » (DD).

## Description

### Caractéristiques principales
Narcine timlei peut atteindre une taille maximale de 38 cm de long pour une moyenne de 24 cm ce qui fait d’elle l’espèce la plus petite du genre Narcine. À la naissance, les individus mesurent 6 cm environ,.

### Morphologie et anatomie
Cette espèce présente un disque de forme ovale à subtrapézoïdale, plus large que long (parfois une fois et demie plus large que long). Son museau est long et large, uniformément arrondi à l’avant. Elle possède de petits yeux non saillants plus petits que les spiracles. Les spiracles sont fusionnés aux yeux, arrondis aux bord épais et lisses. Le rideau nasal est plus large que long et peut présenter des lobes médians subtriangulaires qui couvrent partiellement la bandeau dentaire supérieure.
La bouche de cette raie est petite, d’une largeur légèrement supérieure à l’espacement internasal. Les bandeaux dentaires sont larges, d’une taille environ égale à la moitié de la largeur de la bouche, et présentent jusqu’à 25 rangées de dents chez les adultes.
Narcine timlei possède des nageoires pelviennes plus larges que longues. Les nageoires dorsales de l’espèce sont petites de hauteur et longueur subégales (la deuxième est légèrement plus haute que la première). La première possède un apex large et arrondi alors que la seconde possède un bord antérieur plus incliné et un apex légèrement plus pointu. Sa queue robuste à la base est légèrement. La nageoire caudale associée présente un lobe supérieur incliné à l’apex arrondi au bord postérieur convexe à droit. plus courte que le disque avec une nageoire caudale en éventail avec un bord postérieur presque droit.
La raie adulte présente une face dorsale jaunâtre, brunâtre ou brun violacé sans marques. Les bords postérieurs des nageoires dorsales sont blanchâtres au même titre que la zone latérale de la queue et les bords postérieurs des nageoires pelviennes. Sa face ventrale est uniformément blanc crème.
Comme toutes les autres espèces du genre Narcine, Narcine timlei possède des organes électriques.

## Comportement

### Alimentation
Narcine timlei fréquente les eaux peu profondes au fond sablonneux. Elle y recherche ses proies, majoritairement des polychètes et crustacés, en fouillant le substrat et les attrape par succion. Ses organes électriques, en plus de remplir une fonction défensive, lui permettent également d’étourdir ses proies.

### Reproduction
La dimension de maturité sexuelle chez le mâle est estimée à 14 cm environ. La femelle doit quant à elle atteindre une taille supérieure de 18 cm. À la naissance, les juvéniles mesurent 6 cm environ. Les femelles donne naissance à des portées de 2 à 3 jeunes à chaque cycle,.
Le cas d’un spécimen hermaphrodite a été étudié en 1971. L’individu possédait un système reproducteur parfaitement développé du côté gauche, contenant des ovaires et du vitellus. Par contre, le côté droit était peu développé présentant un oviducte beaucoup plus étroit. Une ébauche d’un système reproducteur mâle immature a été observé de ce même côté.

## Écologie

### Répartition et habitat
Cette espèce benthique vit dans l’océan Indien. Son aire de répartition s’étend des côtes de la Mer d’Arabie (Pakistan) à celles du Sud-est de l’Asie, notamment la Thaïlande, la Malaisie, Singapour, l’Indonésie, le Vietnam et le Sud de la Chine.
Cette raie est abondante localement en zones côtières et en eaux peu profondes au fond sablonneux où elle trouve ses proies. Elle peut également être rencontrée en pleine mer.

### Rôle écosystémique
Narcine timlei est une espèce prédatrice nocturne qui chasse en remuant le substrat. Comme Narcine bancroftii, elle est également sujette au parasitisme.

## Relation avec l'homme
L’espèce est classée depuis 2007 dans la catégorie « Données manquantes » (DD). Ce manque de données pourrait cependant refléter la faible abondance de l’espèce et donc un statut précaire. En effet, l’espèce est souvent retrouvée dans les filets des chalutiers comme prise accessoire, surtout dans cette zone géographique sujette à une industrie halieutique intense,,.